# Чет Аткинс
Честър Бъртън Аткинс (Chester Burton Atkins), по-известен просто като Чет Аткинс (Chet Atkins), е американски китарист и звукозаписен продуцент, който заедно с Оуен Брадли създава нашвилското звучене. Това е по-мек стил в кънтри музиката, с който нараства привлекателността на кънтрито сред по-възрастните меломани.
Стилът на Аткинс на дърпане на струните, вдъхновен от Мерл Травис, Джанго Райнхарт, Джордж Барнс, Лес Пол и Мейбел Картър му носи почитатели вътре във и извън сферата на кънтрито, както в САЩ, така и по света. Аткинс продуцира записи за Браунс, Портър Уагънър, Норма Джийн, Доли Партън, Доти Уест, Пери Комо, Елвис Пресли, Евърли Брадърс, Еди Арнълд, Дон Гибсън, Джим Рийвс, Джери Рийд, Скийтър Дейвис, Уейлън Дженингс и много други.
Някои от най-големите му награди са 14 награди Грами, както и Награда Грами за цялостно постижение, 9 награди за Инструменталист на годината от Асоциацията на кънтри музиката, както и влизане в Залата на славата на рокендрола и Залата на славата и музея на кънтри музиката.